# Kerk van het Icoon van de Moeder Gods van het teken
De orthodoxe Kerk van het Icoon van de Moeder Gods van het teken is een russisch-orthodoxe parochiekerk in het district Žvėrynas van de Litouwse hoofdstad Vilnius.

## Geschiedenis

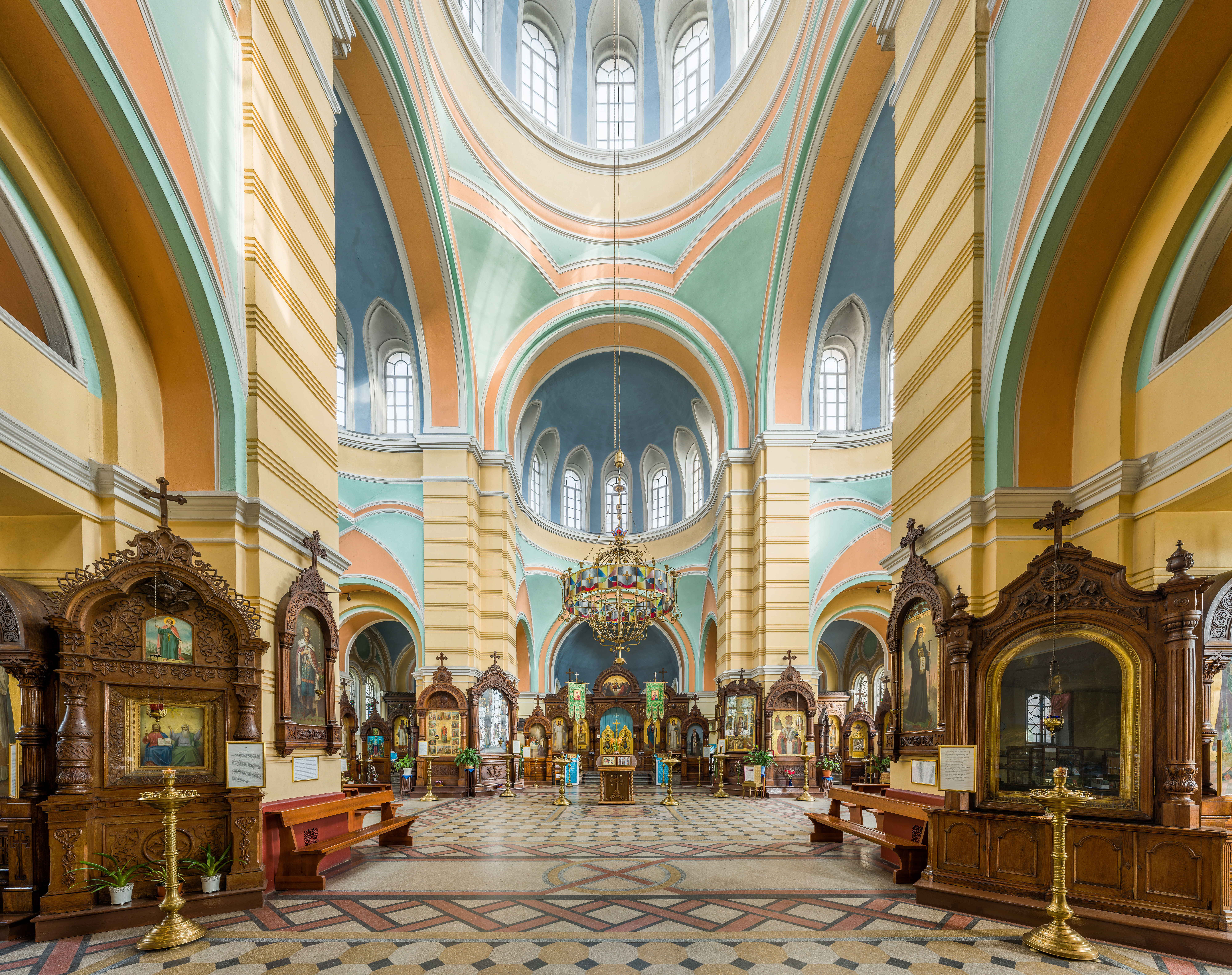
Interieur

De kerk werd in de jaren 1899-1903 gebouwd naar een ontwerp van Michail Prozorov.
Het initiatief om de nieuwe orthodoxe kerk te bouwen in Vilnius te bouwen was afkomstig van de Orthodoxe Broederschap van de Heilige Geest, die voor het doel geld inzamelde in het hele Russische Rijk. 
De kerk werd gebouwd in de destijds zeer populaire Russisch-byzantijnse stijl en werd gewijd in 1903 door de orthodoxe aartsbisschop van Vilnius. Hij opende eveneens een school voor arme kinderen en een bibliotheek die door de geestelijkheid van de kerk werd geëxploiteerd. Ter nagedachtenis aan deze dag schonk hij de nieuwe parochiekerk een kopie van het icoon van de Moeder Gods van het teken.
In tegenstelling tot de andere orthodoxe kerken in Vilnius werd de kerk niet in de Eerste Wereldoorlog gesloten en evenmin in de Tweede Wereldoorlog. Ook na de Tweede Wereldoorlog bleef de kerk open, het Sovjet-bewind ging er in 1948 mee akkoord dat de kerk als parochiekerk werd geregistreerd. 
De kerk werd voor 1956 enkele malen geplunderd, waarbij een aantal iconen uit de oorspronkelijke iconostase werden geroofd. Hierdoor moest de iconostase worden vervangen door één met veel bescheidener afmetingen. Zowel het exterieur als het interieur van de kerk werden in de periode 2007-2010 geheel gerestaureerd.